# أمراض نمط الحياة
أمراض نمط الحياة (كما تسمى أحيانًا أمراض طول العمر أو أمراض الحضارة) هي الأمراض التي تظهر في البلدان الصناعية والناس الذين يعيشون حياةً أطول. ويمكن أن تشمل مرض الزهايمر والتهاب المفاصل وتصلب الشرايين والربو والسرطان وأمراض الكبد المزمن أو تليف الكبد ومرض الانسداد الرئوي المزمن، ومرض السكري من النوع الثاني وأمراض القلب ومتلازمة الأيض والفشل الكلوي المزمن وهشاشة العظام والسكتة الدماغية والاكتئاب والسمنة.
ميز بعض المفسرين بين أمراض طول العمر وأمراض الحضارة. بعض الأمراض، مثل السكري وتسوس الأسنان أو الربو تظهر بمعدلات أكبر في فئة السكان الشباب الذين يعيشون في المناطق «الغربية».ومعدل الإصابة بها غير مرتبط بعمر محدد فبالتالي لايمكننا اشتراط هذا بشكل متبادل في جميع الأمراض.

## أسباب المرض
النظام الغذائي ونمط الحياة هي العوامل الرئيسية التي يعتقد أنها تؤثر على كثير من الأمراض. تعاطي المخدرات وتدخين التبغ وشرب الكحول بالإضافة إلى عدم ممارسة الرياضة قد تزيد أيضًا من مخاطر الإصابة بأمراض معينة، وخاصة في وقت لاحق في الحياة.
في العديد من الدول الغربية بدأ الناس بتناول اللحوم أكثر ومنتجات الألبان والزيوت النباتية والتبغ والأطعمة السكرية والكوكا كولا والمشروبات الكحولية خلال النصف الأخير من القرن العشرين. وأصبح نمط حياتهم غير حركي مما زاد معدل السمنة بشكل أكبر. فبدأت معدلات الإصابة بسرطان القولون والمستقيم وسرطان الثدي وسرطان البروستاتا وسرطان الرحم وسرطان الرئة بالازدياد بعد هذا التغيير في الأنماط الغذائية. أما الناس في البلدان النامية التي لا تزال تعتمد وجباتهم الغذائية إلى حد كبير على سكر منخفض والأطعمة النشوية مع القليل من اللحم أو الدهون فمعدلات اصابتهم بمثل هذه الأنواع من السرطان أقل.

## إحصائيات الوفاة في الولايات المتحدة الأمريكية
في عام 1900 م كانت أكثر ثلاثة أسباب للوفاة في الولايات المتحدة هي الالتهاب الرئوي / الأنفلونزا والسل والإسهال /والتهاب الأمعاء. وشكلت الأمراض المعدية نحو 60 في المئة من مجموع الوفيات. وأما في عام 1900م صنفت أمراض القلب والسرطان فكانت في المرتبة الرابعة لثمان مرات على التوالي. منذ عام 1940م فإن غالبية الوفيات في الولايات المتحدة الأمريكية بسبب أمراض القلب ووالسرطان والأمراض التنكسية الأخرى. وفي أواخر 1990م شكلت الأمراض التنكسية أكثر من 60% من أعداد الوفيات.
ويجب الإشارة إلى أنه بالرغم من ذلك فإن أمراض نمط الحياة لها بداية في وقت لاحق في حياة الفرد وتحتاج إلى عمر طويل لكي تصبح سبب للوفاة. وهذا يشير إلى أن متوسط العمر المتوقع عند الولادة من 49.24 سنة ففي عام م1900 كانت الأمراض التنكسية قصيرة جداً كي تحدث بالمقارنة مع متوسط العمر المتوقع عند الولادة من 77.8 سنة في عام 2004. أيضاُ كان البقاء على قيد الحياة إلى سن 50 58.5٪ في عام 1900، و93،7٪ في عام 2007.